# Église Saint-Laurent de Saint-Laurent-de-Mure
L'église Saint-Laurent de Saint-Laurent-de-Mure, située dans le département du Rhône en France, a été construite en 1855 dans un style néo-gothique, un courant architectural très répandu à cette époque. Son édification répond à la volonté d'offrir aux fidèles un lieu de culte plus vaste et adapté à la croissance de la population locale.
L'église a fait l'objet de plusieurs restaurations au fil des siècles, notamment en 1989, où son intérieur a été entièrement rénové et un éclairage extérieur a été installé pour mettre en valeur ses vitraux et son architecture.

## Architecture et patrimoine
L'église de Saint-Laurent-de-Mure présente une architecture typique du style néo-gothique, avec des voûtes en ogive et des éléments décoratifs inspirés du Moyen Âge. Elle abrite plusieurs éléments patrimoniaux remarquables, parmi lesquels :
- de riches boiseries sculptées qui ornent son chœur et ses autels.
- une pierre tombale paléochrétienne, témoignant de l'ancienneté de la présence chrétienne dans la région.
- un tableau académique intitulé "Jésus apparaissant à Marie-Madeleine", réalisé par Jean-Baptiste Poncet (1827-1901), peintre natif de la commune.
- un trésor d'objets liturgiques, comprenant des ornements sacrés et un tableau du XVIIe siècle représentant la vie de Saint François de Paule[1].

## Administration actuelle
Aujourd'hui l'église est rattachée à la paroisse de l'Alliance qui la relie à d'autres communes proches comme Genas ou Saint Bonnet de Mure.